# Fromont
Fromont ist eine französische Gemeinde mit 230 Einwohnern (Stand: 1. Januar 2022) im Département Seine-et-Marne in der Region Île-de-France. Sie gehört zum Arrondissement Fontainebleau und zum Kanton Fontainebleau.

## Geographie
Fromont liegt auf einem Hügel sieben Kilometer nordöstlich von Puiseaux, einen Kilometer südlich von Rumont und neun Kilometer südwestlich von La Chapelle-la-Reine im Regionalen Naturpark Gâtinais français.

### Nachbargemeinden
| Boulancourt | Rumont   | Amponville   |
|             | Kompass  | Guercheville |
| Orville     | Desmonts | Burcy        |

## Sehenswürdigkeiten

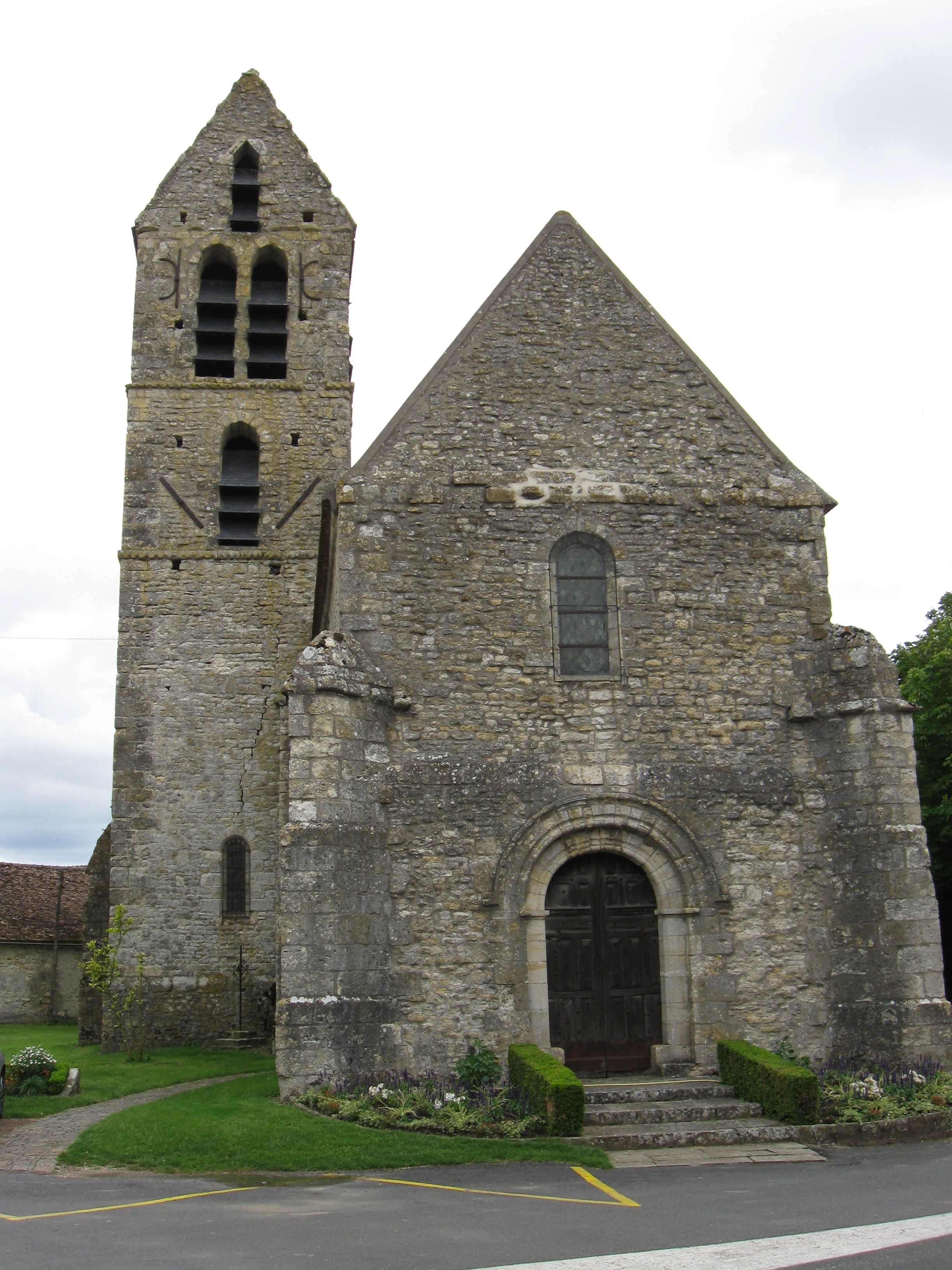
Kirche Saint-Martin

- Kirche Saint-Martin (Monument historique)